# Кроче ди Вја (Фиренца)
Кроче ди Вја је насеље у Италији у округу Фиренца, региону Тоскана.
Према процени из 2011. у насељу је живело 22 становника. Насеље се налази на надморској висини од 245 м.